# Lev Mukhin
Lev Mukhin est un boxeur soviétique né le 15 octobre 1936 à Konstantinovsk et mort le 25 avril 1977 à Moscou.

## Biographie
Sa carrière de boxeur amateur est principalement marquée par une médaille d'argent remportée aux Jeux olympiques de Melbourne en 1956 dans la catégorie des poids lourds. Il s'incline en finale face à Pete Rademacher.

## Palmarès

### Jeux olympiques
- Médaille d'argent en +81 kg en 1956 à Melbourne, Australie